# Naturschutzgebiet Kammerbruch
Das Naturschutzgebiet Kammerbruch ist ein rund 143 Hektar großes Naturschutzgebiet in Mecklenburg-Vorpommern. Es liegt in den Gemeinden Lüdersdorf und Utecht im Landkreis Nordwestmecklenburg. Die Unterschutzstellung erfolgte am 15. Mai 1990 mit dem Ziel, einen Talmoorausschnitt mit Erlen- und Eschenwäldern zu erhalten, der wenig von Straßen und Wegen zerschnitten ist.
Die Flächen des Naturschutzgebiets befinden sich vollständig im Biosphärenreservat Schaalsee und im EU-Vogelschutzgebiet DE-2331-471 Schaalsee-Landschaft. Kleine Teile des Naturschutzgebietes sind außerdem Bestandteil des FFH-Gebietes DE-2230-306 Ostufer Großer Ratzeburger See (MV) und Mechower Grenzgraben.
Der aktuelle Gebietszustand wird als befriedigend angesehen, da der Wasserhaushalt der Flächen gestört ist.

## Grünes Band
Das Naturschutzgebiet ist aufgrund der für mehrere Jahrzehnte abgeschiedenen Lage an der innerdeutschen Grenze heute Teil des sogenannten Grünen Bandes. Die Naturschutzgebiete im Bereich des Grünen Bandes in Mecklenburg-Vorpommern sind (von Nord nach Süd) im Biosphärenreservat Schaalsee die NSG Wakenitzniederung, Kammerbruch, Campower Steilufer, Kiekbuschwiesen bei Neuhof, Mechower See, Goldensee, Techin weiterhin die NSG Wallmoor, Pipermoor/Mühlbachtal, Stecknitz-Delvenau sowie im Naturpark Mecklenburgisches Elbetal die NSG Elbhang "Vierwald", Elbdeichvorland, Rüterberg, Binnendünen bei Klein Schmölen und Löcknitztal-Altlauf.